# Klaus Schwab
Klaus Martin Schwab (Ravensburg, 30 de março de 1938) é um engenheiro e economista alemão. Fundou em 1971 o European Symposium of Management, organizado em Davos, Suíça, que se tornaria em 1987 o World Economic Forum.

## Origem e formação
Klaus Martin Schwab nasceu em 30 de março de 1938, filho de Eugen Wilhelm Schwab e Erika Epprecht em Ravensburg. Seus pais se mudaram da Suíça para a Alemanha durante o Terceiro Reich para que seu pai assumisse o cargo de diretor da Escher Wyss AG, uma empresa industrial e empreiteira do regime nazista. A família de Schwab era monitorada pela Gestapo, que em 1944 também interrogou sua mãe (que era de Zurique) por falar em público com sotaque suíço. Schwab foi criado como católico. Ele é cidadão alemão, embora tenha três avós suíços e dois irmãos suíços.

## Carreira
Ele começou sua carreira profissional no final dos anos 1960 como professor de administração industrial na Universidade de Genebra, onde lecionou até 2002, mantendo o título de "professor".

## Fórum Econômico Mundial (Davos)
Em 1971, marcado pela leitura e pelo sucesso do "Desafio Americano" de Jean-Jacques Servan-Schreiber, organizou em 1971 o Simpósio Europeu de Gestão, dirigido primeiramente a um público europeu.
Ele é mais conhecido como presidente desde a sua criação, o Fórum Econômico Mundial (WEF) Fundação sem fins lucrativos com sede em Genebra. O fórum é mais conhecido por seu encontro anual em Davos, na Suíça, que reúne líderes empresariais, políticos de todo o mundo, acadêmicos e jornalistas para discutir as questões mais urgentes do mundo, inclusive nas áreas de saúde e meio ambiente.

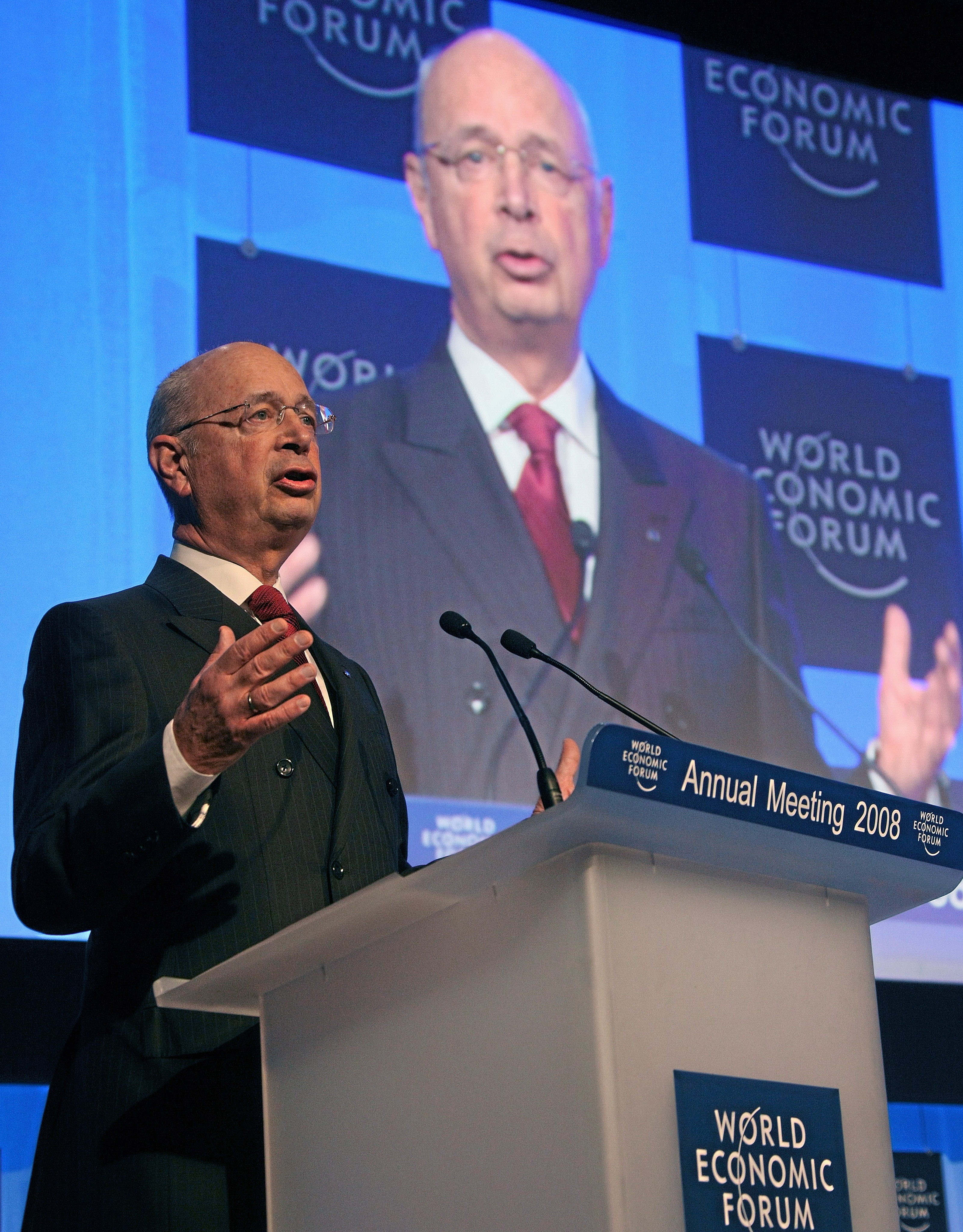
Klaus Schwab em 2008, no Fórum Econômico Mundial

## Vida pessoal
Klaus Schwab é o pai de Nicole Schwab, co-fundadora do Gender Equality Project, que incentiva as empresas a promover a diversidade.